# Peter Strodl
Peter Strodl (Garmisch-Partenkirchen, 20 settembre 1982) è un ex sciatore alpino tedesco, specialista delle prove veloci.

## Biografia
Originario di Garmisch-Partenkirchen e attivo in gare FIS dal dicembre del 1997, Strodl esordì in Coppa Europa il 14 dicembre 1999 a Obereggen in supergigante, senza completare la prova, e in Coppa del Mondo il 30 novembre 2002 a Lake Louise in discesa libera (52º). In Coppa Europa ottenne tre podi, tre secondi posti: il primo il 19 gennaio 2006 a Sella Nevea in discesa libera, l'ultimo l'11 febbraio 2008 nella medesima località in supergigante.

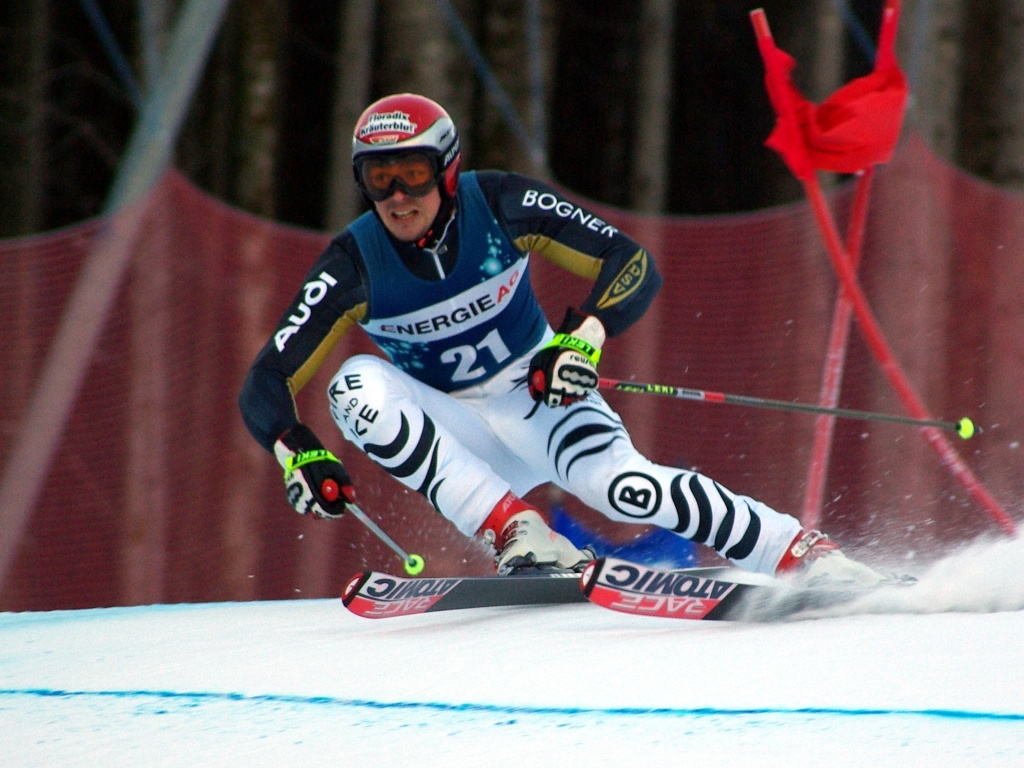
Peter Strodl in gara a Hinterstoder nel 2008

Il 6 dicembre 2008 colse il miglior piazzamento in Coppa del Mondo, a Beaver Creek in supergigante (21º), e ai successivi Mondiali di Val-d'Isère 2009, sua unica presenza iridata, non completò il supergigante. Prese per l'ultima volta il via in Coppa del Mondo il 29 dicembre 2009 a Bormio in discesa libera (41º) e si ritirò durante quella stessa stagione 2009-2010; la sua ultima gara fu la discesa libera di Coppa Europa disputata a Wengen il 7 gennaio, chiusa da Strodl al 31º posto.

## Palmarès

### Coppa del Mondo
- Miglior piazzamento in classifica generale: 112º nel 2009

### Coppa Europa
- Miglior piazzamento in classifica generale: 16º nel 2006
- 3 podi:
  - 3 secondi posti

### Campionati tedeschi
- 12 medaglie:
  - 1 oro (discesa libera nel 2005)
  - 5 argenti (discesa libera nel 2004; supergigante nel 2006; discesa libera nel 2008; supergigante, slalom gigante nel 2009)
  - 6 bronzi (discesa libera nel 2002; discesa libera nel 2003; slalom gigante nel 2004; slalom gigante nel 2005; discesa libera nel 2006; supergigante nel 2008)